# Шуминай
Шуминай (лит. Šuminai) — село в Утенском районе Литвы. Находится на берегу озера Балуошас в Ауштайтском национальном парке. Население села составляет 5 человек (2011 год); в 2013 году — 7 жителей. Шуминай впервые упоминается в  1554 году.

## География
Село Шуминай находится в юго-восточной части района на берегу озера Балуошас. Расстояние до Утены (центр района) составляет 35 километров. Находящаяся в селе Шуминайская сосна (возраст 200—300 лет, высота 17 метров) является памятником природы.

## Население
| 1923 | 1959 | 1986 | 1989 | 2007 | 2011 |
| ---- | ---- | ---- | ---- | ---- | ---- |
| 65   | 53   | 22   | 22   | 12   | 5    |